# The Observer
 Der er for få eller ingen kildehenvisninger i denne artikel, hvilket er et problem. Du kan hjælpe ved at angive troværdige kilder til de påstande, som fremføres i artiklen.

The Observer er en britisk avis, der udgives på søndage. Første udgave udkom 4. december 1791 og avisen er dermed verdens første søndagsavis.
Avisen er siden juni 1993 blevet udgivet af samme selskab som The Guardian, og de to aviser har et vist samarbejde, bl.a. omkring den internationale ugeavis The Guardian Weekly, der bringer stof fra begge aviser. 
Både The Observer og The Guardian er fra 2018 udkommet i tabloidformat efter tidligere at have udkommet i det såkaldte berlinerformat, der størrelsesmæssigt er en mellemting mellem broadsheet og tabloid.
The Observers grundholdning er som The Guardian centrum-venstre, men ofte er The Observer en smule mere højredrejet. Bl.a. var avisen modsat The Guardian fortaler for invasionen af Irak.